# 貝瑞塔M9手槍
貝瑞塔M9手槍，美國軍方正式名稱為M9九毫米半自動手槍（Pistol, Semiautomatic, 9mm, M9），是美軍在1990年起裝備的制式手槍，由意大利貝瑞塔92F（早期型M9）及92FS衍生而成。

## 設計
M9手槍沿用92F的設計，採用短行程後座作用原理、單／雙動扳機設計，以15發可拆式彈匣供彈，保險制及彈匣釋放鈕左右兩面皆可操作。M9手槍配發M12手槍套（貝瑞塔UM84手槍套系統中的一部份），但亦有士兵採用其他手槍套。
2003年，軍方推出M9的改進型，名為M9A1，主要加入了皮卡汀尼導軌（Picatinny rail）以對應戰術燈、雷射指示器及其他附件。M9A1更亦配發物理氣相沉積（PVD）膠面彈匣來提供更高可靠性以便在阿富汗和伊拉克等的沙漠地區順利運作。
2014年12月，貝瑞塔公開了最新改進型M9A3以希望向美軍提供一個節省成本的方案以取代他們的舊版M9手槍。其改進之處包括：改用了較薄的手槍握把，並新增了一個可拆卸的環繞式模組化握把、皮卡汀尼導軌、可拆卸式氚光前後照準器、一根延長並刻有螺紋的槍管以方便裝上抑制器，彈匣容量增至17發，以及全槍改為泥色塗裝等。然而，美軍已決定不採用該改型，他們認為M9已無法再滿足軍隊的要求，繼續採用的話只會增加替換新槍和維修成本。為此貝瑞塔強調M9A3已修正了舊型號的缺陷，而且售價亦比它們更便宜。但美國陸軍最早已於2015年1月正式拒絕採用M9A3。

## JSSAP、XM9及XM10試驗評選

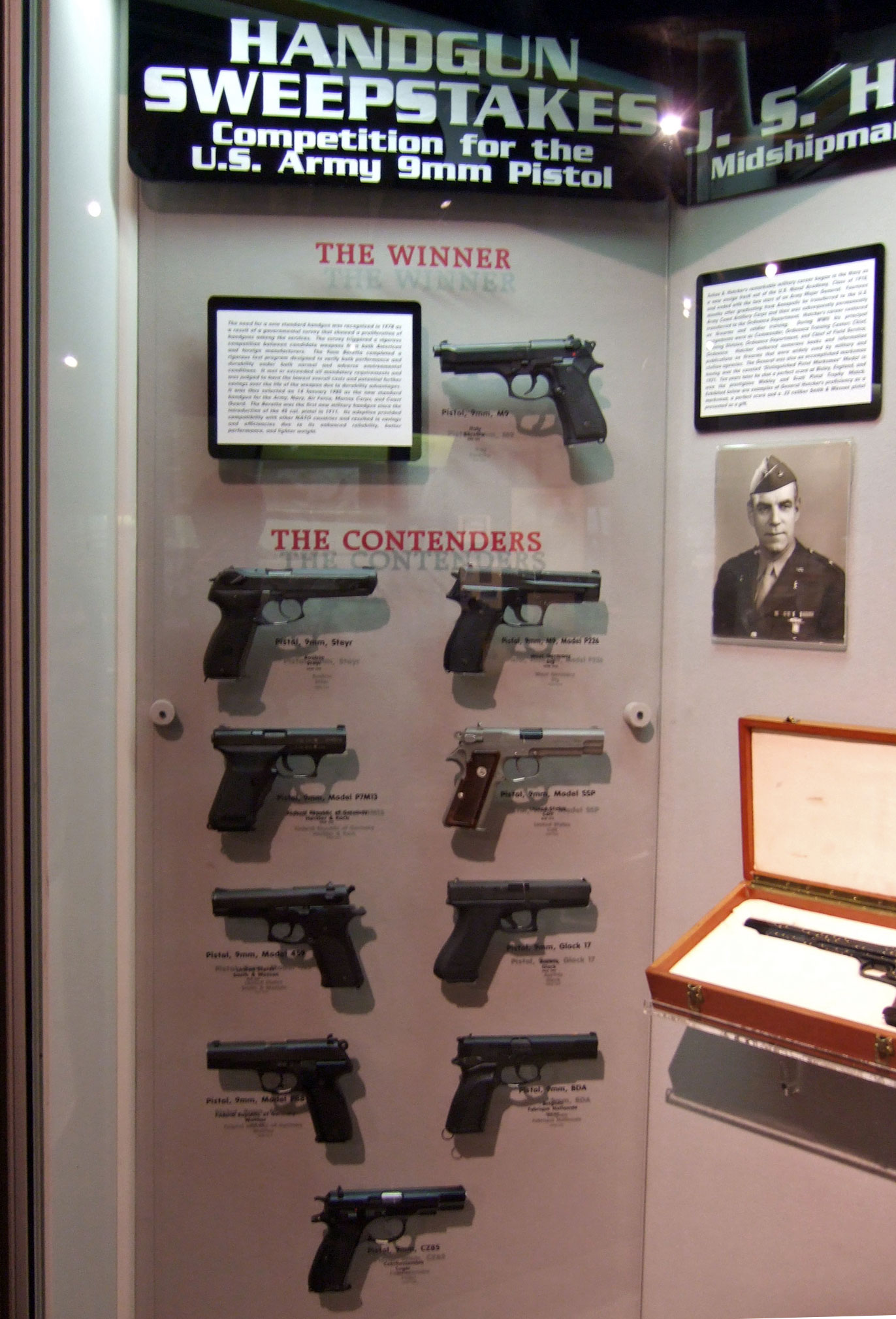
多種曾經參與XM9評選的手槍。

在美國空軍首先開始了「三軍輕武器計劃」（Joint Service Small Arms Program、JSSAP）以為美軍尋找M1911的替代品時，數家廠商在1970年後期提供了多種9×19毫米北約標準口徑手槍來參加試驗。
至1980年，貝瑞塔92手槍S-1打敗了柯爾特（Colt）、史密斯威森（S&W）、Star、赫尔斯塔尔国营工厂及黑克勒&科赫（H&K）提供的試驗手槍。
由於陸軍對試驗評選中的認受性作出質疑，陸軍在1984年開出了新的XM9試驗，史密斯威森、貝瑞塔、黑克勒-科赫、西格&绍尔、瓦爾特（Walther）、施泰爾（Steyr）及赫尔斯塔尔国营工厂都有參加了，貝瑞塔又再贏得了這次試驗，1985年成為了XM9的生產商。
可靠性問題令軍方在1988年又再開始了XM10的試驗，貝瑞塔依然勝出。
貝瑞塔92F在1980年代贏得了美國三軍的新制式手槍合約，美國陸軍在1990年以M9手槍取代服役了七十多年的M1911A1，而陸軍在2005年後期將「特別行動部隊戰鬥手槍」（SOF Combat Pistol）計劃及「聯合戰鬥手槍」（Joint Combat Pistol，JCP）計劃結合後，在2006年期後發表了「未來手槍系統」（Future Handgun System，FHS）計劃來取代M9手槍。

## 爭議

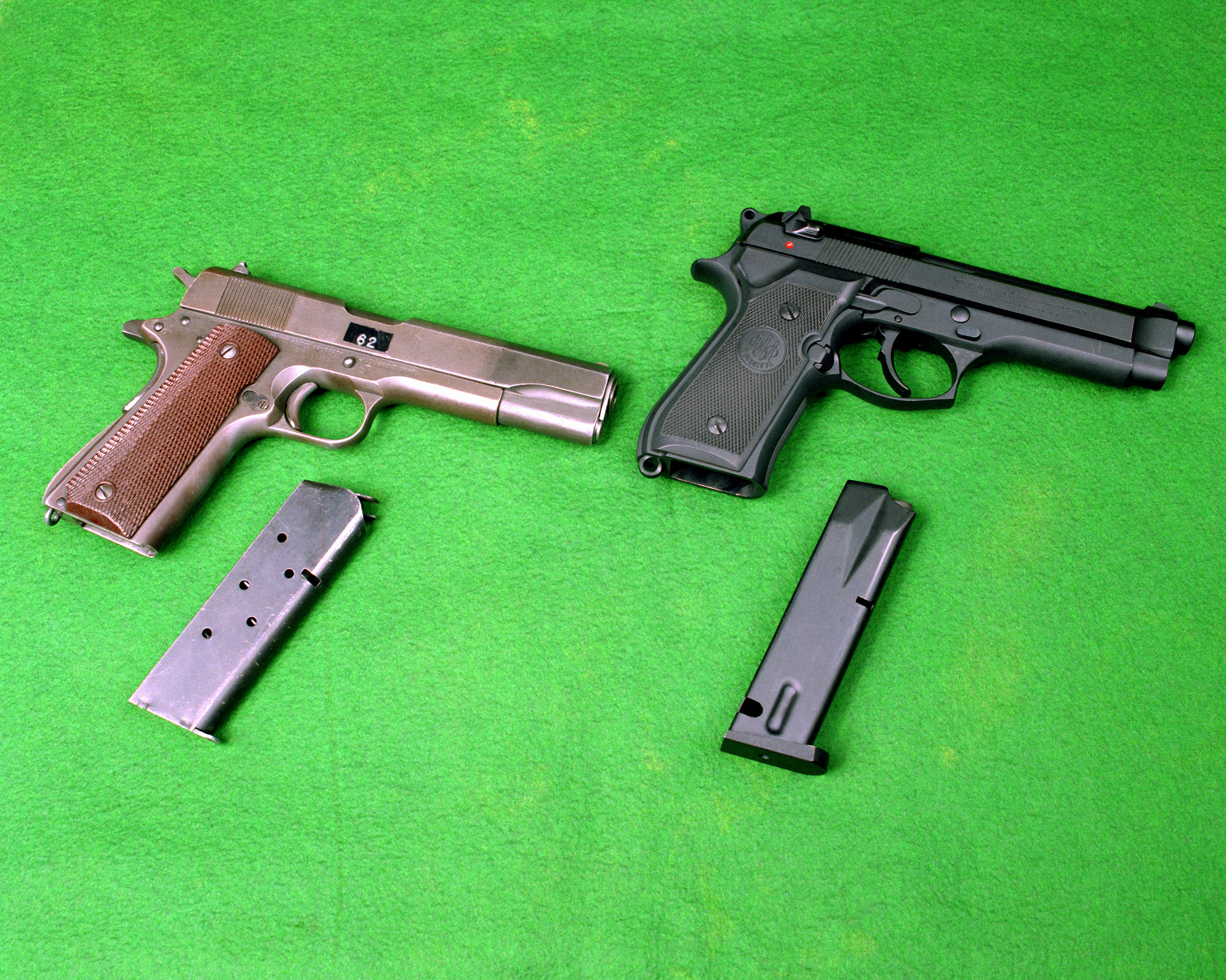
M1911A1及早期型M9

雖然M9廣泛裝備美軍部隊，但政府問責辦公室（Government Accountability Office，GAO）的報告指海軍特種部隊操作貝瑞塔92SB時套筒斷裂彈出並擊傷一名射手，其後又再有兩次套筒斷裂令射手受傷意外，後來以M9及民用型貝瑞塔92SB作測試時問題仍然出現，陸軍再決定以北約標準的9毫米彈藥作測試結果依舊相同，最後貝瑞塔需要把92SB加上套筒阻擋裝置改進成92FS。
在2003年至2004年間，一些報告指軍方購買的M9彈匣在伊拉克使用時出現問題，實際測試後發問題主要來自經磷酸鹽處理的彈匣。
- 63％士兵信賴M9
- 士兵指彈匣的彈簧彈力太弱
- 50％士兵指M9出現金屬腐蝕及生鏽，槍管尤其嚴重

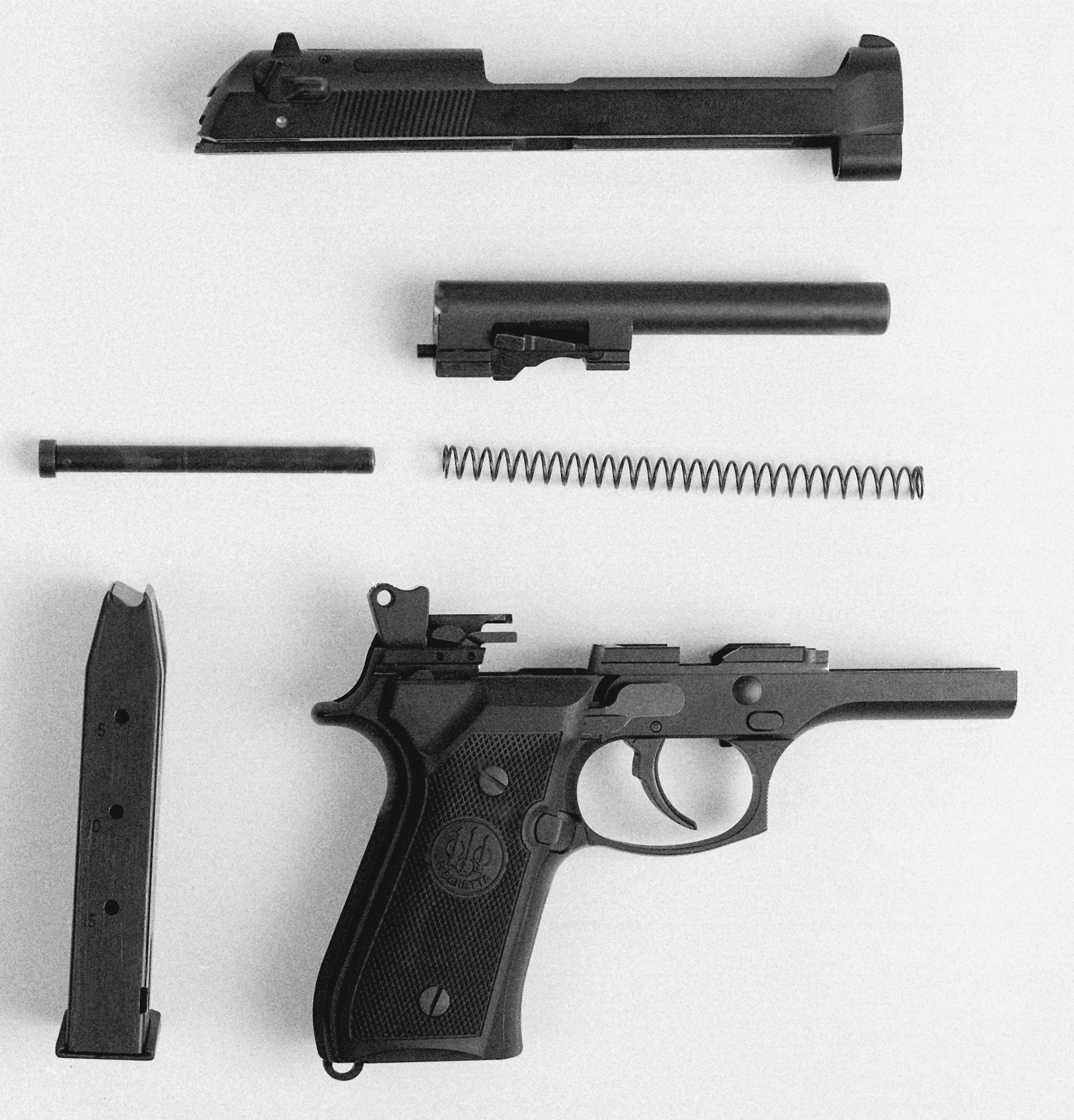
M9的分解圖

在M9的彈匣出現問題後，美軍決定停止向貝瑞塔購買M9彈匣（由Mec-Gar生產），改用Checkmate生產的彈匣，但Checkmate彈匣具有更多可靠性問題。
其後軍方又決定找新的生產商購買M9彈匣，包括Airtronic USA（分類為中度風險）、PHT Supply（與Triple K Mfg合夥，中度風險）及Check-Mate（超低度風險）。結果Airtronic USA因為投標價較低（$22,471,600美元比Check-Mate為低）在2006年成功勝出。
在2007年，前線作戰的美軍士兵覺得M9手槍的人抑止力不夠強，原因是他們只使用標準鉛彈頭的9mm帕拉貝魯姆子彈，而且是海牙公約（1899年）禁止各國軍隊使用變形彈，雖然美國為非簽約國但也身為監察成員國，所以美軍能否無視公約而在戰場上使用該種子彈仍在議論中。
軍方因為Mec-Gar的彈匣「較小問題」而再次購買Mec-Gar彈匣。不過Checkmate和Airtronic USA的彈匣沒有被完全取代，有些士兵仍需自行購買Mec-Gar彈匣。

## 採用
美軍的M9在目前仍會是主要制式手槍，貝瑞塔在2009年SHOT Show宣佈獲得了两亿两千萬美元、為期五年內的美軍M9、M9A1及相關配件生產合同，這顯示在短時間內M9不會被大規模取代。
海軍陸戰隊週報（Marine Corps Times）報導（2007年7月）美國海軍陸戰隊所有上校以下軍階的軍官、及所有士官（Non-commissioned officers）將以M4卡賓槍取代M9手槍以適合目前的戰場環境，但M9手槍仍裝備海軍陸戰隊上校以上，及海軍比上士更高軍階的人員。目前的美國海岸防衛隊以.40 S&W的SIG P229作主要的防護用途武器，但小量M9仍裝備後備部隊，而空軍警衛隊仍以M9作為主要防護武器。
2017年1月19日，美軍宣佈將會以SIG P320手槍的改良型取代M9手槍作為他們的新一代制式手槍，代號M17/18。

## 使用國
註：以下為M9的使用國，並不包括義大利原產或其他版本的貝瑞塔92的使用國。
- 阿富汗伊斯兰共和国
  - 阿富汗國民軍
- 阿富汗伊斯蘭酋長國：繼承自前伊斯蘭共和國政權。
  - 伊斯蘭酋長國軍
- 哥伦比亚
- 牙买加
- 约旦
  - 約旦皇家軍隊
- 黎巴嫩
- 斯里蘭卡
- 乌克兰：俄羅斯入侵烏克蘭期間獲美國軍援。
  - 烏克蘭武裝部隊
- 美国
  - 美國武裝部隊
  - 國防部警察
- 葉門

## 流行文化

### 電子遊戲
- 1999年—及其资料片与：命名为“9毫米手枪”，在開啟了HD Pack之後替换原有的格洛克17手枪，奇怪的使用17发弹匣并与9毫米突击步枪共用弹药。
- 2002年—《美國陸軍二》[14]
- 2007年—《穿越火线》：命名为“M9”，仅在挑战模式地图“绝命峡谷”与“瓦尔基里”中出现，以15发弹匣供彈。
- 2007年—及重製版：實際型號為貝瑞塔92SB（重製版中修正為真正的M9），命名為「M9」，奇怪地擊鎚不會自動扳起（重製版則長期處於扳起狀態）。戰役模式中由美國海軍陸戰隊武裝偵察部隊和所有敵對陣營所使用。在聯機模式中則可由所有陣營使用。
- 2008年—：型號為M9，命名為“M9”，載彈量只有12發，聯機模式中為美國陸軍偵察兵的制式配槍。奇怪地沒有無彈後定，擊鎚也不會自動扳起。
- 2009年—及重製版：實際型號為貝瑞塔92SB（重製版中修正為真正的M9），命名為「M9」，奇怪的擊鎚不會自動扳起（重製版則長期處於扳起狀態）。戰役模式中由141特遣隊、美國陸軍第75遊騎兵團以及部份敵對陣營所使用。在聯機模式中則可被所有陣營使用。
- 2010年—《榮譽勳章》：型號為M9，單人模式中為第75遊騎兵團所屬士兵但丁·亞當斯的配槍。聯機模式時為聯合軍士兵的制式手槍。奇怪地在聯機模式中空倉重新裝填時没有無彈後定，玩家角色也不會為槍械上膛。
- 2010年—：型號為M9，命名為“M9手槍”，載彈量只有12發，聯機模式中為玩家第一把解鎖的配槍。奇怪地沒有空倉掛機，擊鎚也不會自動扳起。
- 2011年—《3》：型號為M9，單人模式當中由美國海軍陸戰隊第一偵察營「盲流1-3」小隊及人民解放抵抗軍所使用。在聯機模式中則可由美俄雙方使用。
- 2012年—：型號為M9A1，使用不銹鋼底把及滑套，兩隊陣營皆可使用，雙持。奇怪地在未打空彈匣的情況下重新裝填時滑套會自動鎖定，而且在裝填彈匣後沒有扣下滑套釋放桿也能釋放滑套。
- 2012年—《战争前线》：实际型號為92FS，命名为“Beretta M9”，以副武器之姿出现并可被所有职业使用，无需解锁即可购买，可以改裝枪口配件（通用消音器、手槍消音器），不能改装瞄准镜。拥有皇冠币专属涂装版本以及林地迷彩涂装版本，强化威力与载弹，均可以改裝枪口配件（通用消音器、手槍消音器、手槍制退器、手槍刺刀），不可改装瞄准镜。
  - 中国大陆尚未实装通常版；皇冠版本可以通过皇冠币购买，林地迷彩版本为活动武器
- 2013年—：型號為M9A1，戰役模式當中由美國精銳部隊「魅影」所使用。在聯機模式中則可由所有陣營使用。
- 2013年—《美國陸軍：演習場》[15]
- 2013年—《4》：命名為「M9」，載彈量15+1發，被歸類為佩槍（英语：Side arm）。單人模式中由美國海軍陸戰隊員所使用。玩家只能於多人聯機模式中使用，為美、俄、中三方所有兵種的解鎖武器。奇怪地在空倉掛機時滑套只後退一半。
- 2014年—《叛亂（英语：Insurgency (video game)）》：安全部隊專用手槍。
- 2015年—《戰術小隊》：型號為M9A1，命名為“M9A1 Beretta”，可由美國陸軍大部份職階所使用。
- 2015年—《屍流感》
- 2017年—《狙击手：幽灵战士3》：型號為M9，裝上了軍綠色的BC2握把及導軌系統，命名為「加勒特M9」。
- 2018年—《叛亂：沙漠風暴》：M9為政府軍專屬武器。
- 2018年—《地面部隊》（Ground Branch）：型號為M9A3，黑色滑套及底把。
- 2018年—《surviv.io》 最常見的武器之一
- 2019年—：第三季新增武器。型號為M9A3，卡其色滑套及底把，命名為“Renetti”，外型與真槍稍有不同，可作定制改裝，包括加裝貝瑞塔93R衝鋒手槍的槍托並改為三發點放射擊。
- 2021年—《極地戰嚎6》
- 2023年—《生化危機4 重製版》：型號為M9，命名為「XM96E1」。

## 外部連結
- （英文）—貝瑞塔92系列官方網頁
- （英文）—FAS的M9文章 （页面存档备份，存于）
- （英文）—M9手槍的彈匣合同（页面存档备份，存于）
- （中文）—槍炮世界－美國M9手槍 （页面存档备份，存于）